# Левченска река
Левченска река (Левка) е река в Южна България – Област Хасково, община Свиленград, ляв приток на река Марица. Дължината ѝ е 44 km. Отводнява част от югозападните склонове на Сакар планина.
Левченска река извира под името Карталдере на 730 m н.в. в Сакар планина, на 2,6 km северозападно от връх Вишеград (856 m, най-високата точка на планината). Тече в южна посока в тясна, на места проломна долина. След село Димитровче долината ѝ се разширява и става асиметрична със стръмни леви и полегати десни склонове. Влива отляво в река Марица на 44 m н.в., на 400 m югозападно от село Генералово, Община Свиленград.
Площта на водосборния басейн на реката е 144 km2, което представлява 0,27% от водосборния басейн на Марица, а границите на басейна ѝ са следните:
- на запад – с водосборния басейн на Голяма река, ляв приток на Марица;
- на изток – с водосборните басейни на реките Тунджаи Ченгенедере, леви притоци на Марица;

Основни притоци: Карандере, Кюйдере, Хасандере, Перидере, Лупца, Келенджика, Селска река (всичките леви).
Реката е с основно дъждовно подхранване, като максимумът е в периода декември-май.
Част от водите на реката, главно в долното течение се използват за напояване.

## Топографска карта
- Лист от карта K-35-65. Мащаб: 1 : 100 000.
- Лист от карта K-35-77. Мащаб: 1 : 100 000.